# Estádio Olímpico de Londres
O Estádio Olímpico de Londres foi inaugurado 5 de maio de 2012 e foi o estádio principal dos Jogos Olímpicos de Verão de 2012, sendo administrado e utilizado como estádio de jogo atualmente pelo West Ham United Football Club.
O estádio teve sua construção iniciada em maio de 2008 e teve partes provisórias, o que permitiu a redução da capacidade total de 80 mil pessoas durante os jogos, para cerca de 56 mil logo após a realização dos Jogos Paraolímpicos e depois ampliado para 60.000 lugares. Foi de uso exclusivo do atletismo, durante os jogos e também nas cerimônias.
Entre os projetistas do estádio estão o consórcio Team McAlpine, que participou da construção do Emirates Stadium, e a HOK Sport, responsável pelo Estádio Olímpico de Sydney.

## Disputa pelo estádio
O West Ham United Football Club foi o clube foi escolhido para ficar com o Estádio Olímpico de Londres ao final dos Jogos Olímpicos de 2012, de acordo com decisão da Companhia do Legado do Parque Olímpico (OPLC), após uma disputa na qual o Tottenham acabou derrotado. A decisão abriu espaço para que a diretoria pudesse adaptar o local diminuindo a capacidade para cerca de 57.000, mas sem destruir a pista de atletismo, detalhe que foi fundamental para o West Ham ganhar a disputa contra o Tottenham, passando a ocupá-lo a partir de 2015 e tendo o tornado seu estádio de jogo em 2016, e em dezembro de 2018 ampliando a sua capacidade para 60.000.
Após essa decisão, discussões políticas motivadas por interesses de outros clubes tentaram reverter esta decisão, mas esta foi reafirmada em 22 de março de 2013.

## Estilo e aparência
O projeto do estádio foi revelado em 7 de novembro de 2007, sendo definido como estádio de únicos 80.000 lugares, que será a peça central dos Jogos de 2012, sediando as cerimônias de abertura e encerramento e os eventos do atletismo, e posteriormente seria diminuído para 25.000 lugares após os Jogos [...], o que não aconteceu pelo fato do West Ham ter ganho a concorrência pelo estádio, , sendo diminuído inicialmente para 56.000 e ampliado depois para 60.000. 
Um tipo de material ecologicamente sustentável foi planejado para o exterior do estádio, como um mural que o envolveria. Este mural teria 20 metros de altura e envolveria um perímetro de 900 metros. A base desse material seriam fibras de cânhamo e seriam descartadas após os Jogos. Informações recentes sugerem que os chefes do projeto não descartam a possibilidade de incluir uma espécie de banners de 2,5 metros de largura. 

### Teto
O cabo que suporta o telhado da estrutura, cobre aproximadamente de 2/3 da área dos lugares do estádio. Um estudo realizado pelos organizadores dos Jogos Olímpicos,constatou que a ausência de um telhado invalidaria os possíveis recordes mundiais que poderiam ser registrados durante os Jogos. O teto de aço, tem cerca de 37 metros de altura. O tempo que foi estimado para a conclusão do projeto foi de 9 meses.

## Ilha
O estádio está localizado num antigo terreno industrial entre os rios Lea e Bow Back. Um outro rio conclui a formação de uma ilha fluvial. A leste da ilha encontra-se o rio Waterworks e a oeste será erguido o Centro Aquático de Londres. Devido a localização em meio a ilha, o estádio já foi apelidado como estádio da ilha.

## Impacto cultural
O estádio recebeu arquitetura sustentável, mas isso não suficiente para agradar manifestantes e críticos, que questionaram a estética da construção. Segundo terceiros, o estádio deveria usado como símbolo nacional, principalmente quando comparado ao Estádio Ninho de Pássaro. Um dos principais apelidos dados pela mídia foi o de manjar branco.
Amanda Baillieu, da revista Building Design rebate a afirmação dos construtores de que o estádio é ecologicamente sustentável. Em particular, ela afirma que:
- É improvável que os assentos removidos sejam necessários em qualquer outro evento;
- Os custos envolvidos no desmontamento do estádio não foram adicionados oficialmente ao orçamento estimado.[9]

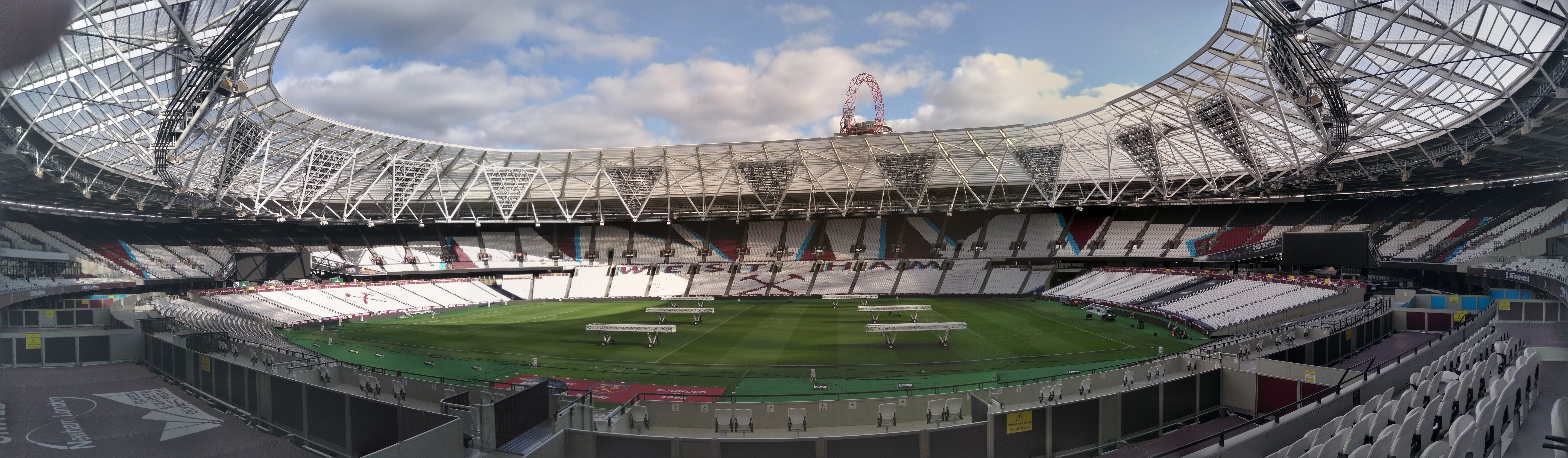
Panorâmica do interior do Estádio Olímpico de Londres.

## Cronologia

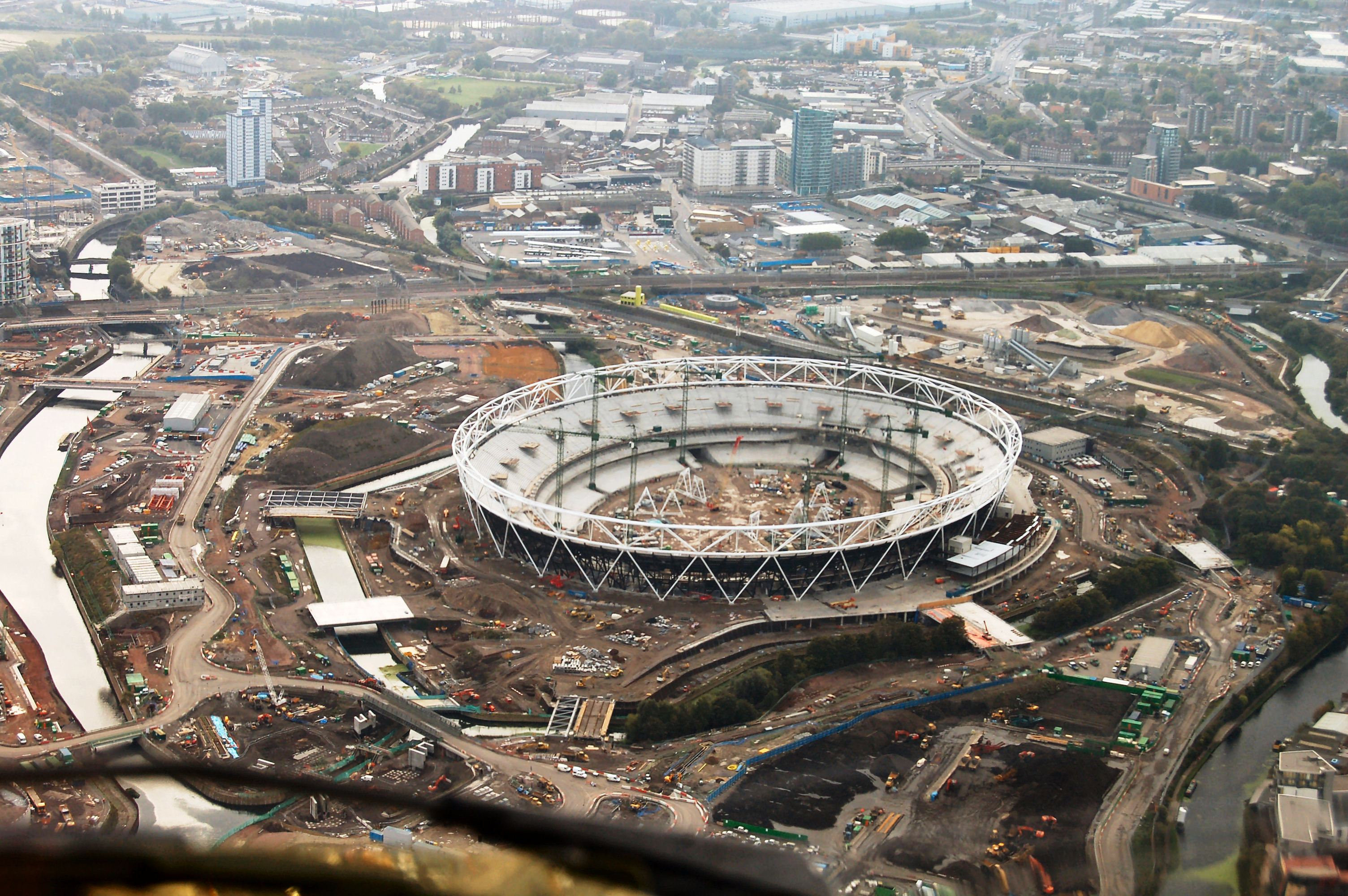
Vista aérea do local de construção do Olympic Stadium em Stratford, Grande Londres, outubro de 2009.

- Julho de 2006
Inicia a licitação para a construção do estádio.
- Fevereiro de 2007
O Comitê Olímpico Britânico faz os primeiros pronunciamentos oficiais sobre o estádio.
- Julho de 2007
É iniciada a demolição das estruturas que ocupavam o local.
É assinado contrato com a Team Stadium.
- 7 de Novembro de 2007
Os primeiros projetos são lançados.
- Dezembro de 2007
A primeira etapa, que consistia na limpeza do terreno, é concluída com sucesso.
- Abril de 2008
A Team Stadium assume a obra, como previsto pelo contrato.
- Maio de 2008
A construção é oficialmente iniciada.
- Janeiro de 2009
O teto começa a ser construído.
- Março de 2010
São concluídas as obras de instalação das torres de luz.
- Julho de 2010 
 A instalação da cobertura do estádio foram concluída.